# Kandyd Kazimierz Potocki
Kandyd Kazimierz Potocki herbu Lubicz (ur. ok. 1656, zm. 31 marca 1716) – polski duchowny katolicki, prowincjał polskiej prowincji zakonu eremitów Świętego Augustyna.
Był synem Jana i Ewy, bratem Narcyza, również augustianina. Do zakonu wstąpił w styczniu 1674, a profesję zakonną złożył 12 kwietnia 1676 w klasztorze krakowskim. Studia zakonne odbył w Warszawie, w 1682 wykonywał obowiązki lektora filozofii. Kilka lat pracował w klasztorze we Lwowie. W 1685 został przeniesiony do Krakowa; był definitorem prowincji polskiej, a jednocześnie uzupełniał stopnie naukowe, z nominacji generalnego przełożonego augustianów mianowany został bowiem bakałarzem teologii (1685), a w 1688 obronił doktorat teologii na Akademii Krakowskiej. Wykonywał szereg funkcji zakonnych, m.in. regensa studiów w krakowskim klasztorze św. Katarzyny. Ceniony za zdolności organizacyjne, reprezentował kilkakrotnie polską prowincję na kapitułach generalnych augustianów w Rzymie, w 1687 był sekretarzem komisji generalnej wizytującej polską prowincję, pełnił też funkcję przeora kolejno w Warszawie, Brześciu Litewskim i Krakowie, by wreszcie w 1706 zastąpić brata Narcyza na stanowisku prowincjała.
Na czele polskiej prowincji augustianów stał do 1710 i podjął m.in. serię podróży wizytacyjnych, niezrażony napiętą sytuacją wojenną i panującą zarazą. Kładł nacisk na poprawę stanu upadającej karności zakonnej, wydawał zalecenia dotyczące utrzymywania na odpowiednim poziomie bibliotek i archiwów klasztornych, zainicjował funkcjonowanie dwóch nowych fundacji zakonnych – w Gizowie na Rusi (wkrótce upadłej) i w Kossowie (niebawem przeniesionej do Żydaczowa). W 1710 został ponownie przeorem w Warszawie, a w 1712 w Krakowie. W 1715 w krakowskim klasztorze został regensem studiów.
Szczególnie w latach warszawskich, to jest w okresie pełnienia funkcji prowincjała i przeora klasztoru św. Marcina, słynął jako kaznodzieja. Miał być podobno spowiednikiem królewicza Jakuba Sobieskiego. W klasztorze krakowskim, który jego staraniem zaliczony został do placówek obserwanckich, podległych bezpośredniej jurysdykcji generała zakonu, Potocki wspominany był jako "kaznodzieja i apostoł krakowski". Jako przeor wiele uwagi poświęcił w Krakowie sprawom majątkowym, restauracyjnym i dekoracyjnym kościoła.
Zmarł 31 marca 1716, pochowany został w kościele św. Katarzyny w Krakowie przed wielkim ołtarzem.